# Eisenia
Eisenia is een geslacht van regenwormen (Lumbricidae). De wetenschappelijke naam werd voor het eerst geldig gepubliceerd door August Wilhelm Malm in 1877. De typesoort is Eisenia fetida. 
E. foetida en Eisenia andrei (Andre 1963) worden beschouwd als representatieve vertegenwoordigers van bodemfauna en regenwormen in het bijzonder, en worden gebruikt in testmethoden voor de beoordeling van effecten van chemische stoffen op de bodemfauna; een daarvan is de "voortplantingstest met regenwormen".

## Soorten
- Eisenia andrei
- Eisenia eiseni
- Eisenia fetida
- Eisenia gordejeffi
- Eisenia hortensis
- Eisenia intermedia
- Eisenia japonica
- Eisenia kattoulasi
- Eisenia lucens
- Eisenia nordenskioldi
- Eisenia parva
- Eisenia rosea
- Eisenia spelaea
- Eisenia uralensis